# Qazaqstan Kubogy 2025
La Qazaqstan Kubogy 2025 è la 33ª edizione della Coppa del Kazakistan. È iniziata il 15 marzo 2025.
L'Aqtöbe è la squadra campione in carica. 

## Formato
Il torneo si svolge in due fasi: alla prima fase preliminare, prendono parte sedici formazioni provenienti dalla seconda e terza serie kazaka, che si affrontano in gare di sola andata. 
Partono direttamente dagli ottavi di finale, invece, le quattordici squadre dalla Qazaqstan Prem'er Ligasy 2025, a cui si aggiungono le due formazioni provenienti dalla fase preliminare.

## Risultati

### Prima fase

#### Primo turno
| Squadra 1     | Risultato       | Squadra 2         |
| ------------- | --------------- | ----------------- |
| 15 marzo 2025 |                 |                   |
| Taraz         | 0 – 0 (2-4 dtr) | Talas             |
| Han-Täñiri    | 1 – 1 (5-4 dtr) | Arys              |
| Altaı Óskemen | 0 – 0 (4-2 dtr) | Jetisaı           |
| Ekibastuz     | 3 – 2           | Maqtaaral         |
| 16 marzo 2025 |                 |                   |
| Kaspii        | 2 – 2 (4-2 dtr) | Oñtustik          |
| Jas Qyran     | 0 – 1           | AKAS              |
| Turkistan     | 0 – 5           | SD Family         |
| Ertis         | 1 – 1 (4-3 dtr) | Shahter Qaraǵandy |

#### Secondo turno
| Squadra 1     | Risultato       | Squadra 2  |
| ------------- | --------------- | ---------- |
| 18 marzo 2025 |                 |            |
| Talas         | 0 – 2           | Han-Täñiri |
| Altaı Óskemen | 0 – 1           | Ekibastuz  |
| 19 marzo 2025 |                 |            |
| Kaspii        | 0 – 0 (4-2 dtr) | AKAS       |
| Ertis         | 2 – 1           | SD Family  |

#### Terzo turno
| Squadra 1     | Risultato       | Squadra 2 |
| ------------- | --------------- | --------- |
| 22 marzo 2025 |                 |           |
| Han-Täñiri    | 1 – 1 (4-2 dtr) | Ekibastuz |
| 23 marzo 2025 |                 |           |
| Kaspii        | 3 – 0           | Ertis     |

### Seconda fase

#### Ottavi di finale
| Squadra 1       | Risultato       | Squadra 2 |
| --------------- | --------------- | --------- |
| 12 aprile 2025  |                 |           |
| Ūlytau          | 0 – 3           | Elimai    |
| Qyzyljar        | 1 – 0           | Qaisar    |
| Qairat          | 3 – 0           | Kaspii    |
| Tūran Türkistan | 2 – 0           | Atyrau    |
| 13 aprile 2025  |                 |           |
| Han-Täñiri      | 0 – 2           | Ordabasy  |
| Tobyl           | 1 – 0 (dts)     | Jetisu    |
| Jeñis           | 1 – 0           | Aqtöbe    |
| Oqjetpes        | 1 – 1 (7-8 dtr) | Astana    |

#### Quarti di finale
| Squadra 1       | Risultato       | Squadra 2 |
| --------------- | --------------- | --------- |
| 14 maggio 2025  |                 |           |
| Qyzyljar        | 0 – 0 (3-1 dtr) | Elimai    |
| Ordabasy        | 1 – 0           | Qairat    |
| Tūran Türkistan | 0 – 2           | Tobyl     |
| Jeñis           | 1 – 1 (4-3 dtr) | Astana    |

#### Semifinali
| Squadra 1                  | Totale | Squadra 2 | Andata | Ritorno |
| -------------------------- | ------ | --------- | ------ | ------- |
| 25 giugno / 30 agosto 2025 |        |           |        |         |
| Tobyl                      | –      | Jeñis     | 2 – 1  | –       |
| Qyzyljar                   | –      | Ordabasy  | 0 – 0  | –       |